# Kareem Reid
Kareem Reid (Columbus, 27 agosto 1975) è un ex cestista statunitense, professionista nella NBDL e in Europa.

## Palmarès
- McDonald's All-American Game (1994)
- Campione USBL (2001)
- All-USBL First Team (2003)
- 2 volte All-USBL Second Team (2001, 2007)
- USBL All-Defensive Team (2003)
- Miglior marcatore USBL (2005)
- 3 volte miglior passatore USBL (2003, 2005, 2007)
- Campione NBDL (2004)
- Miglior passatore NBDL (2006)
- Campione ABA 2000 (2005)
- ABA 2000 Most Valuable Player (2005)